# Nama linearis
Nama linearis là loài thực vật có hoa trong họ Mồ hôi. Loài này được D.L. Nash mô tả khoa học đầu tiên năm 1979.